# 리니 벨
리니 벨(Honorine Bell, 1981년 3월 21일 ~ )은 미국의 배우, 모델, 성우이다.
로마에서 태어났다.

## 출연 작품

### 영화
- Arresting Gena (1997)
- 판타스틱 소녀백서 (2000)
- 브링 잇 온 (2000) - 캐시 역
- 로드 트립 (2000)
- 터미널 (2004)
- 자헤드 (2005)

### 텔레비전
- 길모어 걸스 (2003-07)
- 킹 오브 더 힐 (2007-09) - 목소리